# Амењи
Амењи (фр. Ameugny) насеље је и општина у источном делу централне Француске у региону Бургундија-Франш-Конте, у департману Саона и Лоара која припада префектури Макон.
По подацима из 2011. године у општини је живело 147 становника, а густина насељености је износила 22,72 становника/km². Општина се простире на површини од 6,47 km². Налази се на средњој надморској висини од 216 метара (максималној 280 m, а минималној 205 m).

## Демографија
| 1962. | 1968. | 1975. | 1982. | 1990. | 1999. | 2011. |
| ----- | ----- | ----- | ----- | ----- | ----- | ----- |
| 111   | 148   | 122   | 148   | 143   | 156   | 147   |

График промене броја становника у току последњих година